# تاکویا آکاگوما
تاکویا آکاگوما (به ژاپنی: 赤熊 卓弥؛ زاده ۲۱ نوامبر ۱۹۸۹) یک بازیکن فوتبال ساحلی ژاپنی است. او به همراه تیم ملی فوتبال ساحلی ژاپن برنده مدال نقره جام جهانی فوتبال ساحلی ۲۰۲۱ شده است.
آکاگوما با زدن ۱۱ گل در جام ملت‌های فوتبال ساحلی آسیا ۲۰۲۳ بهترین گل‌زن آن دوره جام لقب گرفت.